# Lexmond
Lexmond est un village qui fait partie de la commune de Vijfheerenlanden dans la province néerlandaise de Hollande-Méridionale. Le village compte environ 2 600 habitants.
Lexmond a été une commune indépendante jusqu'au 1er janvier 1986. Elle a fusionné avec Hei- en Boeicop, Leerbroek, Ameide, Meerkerk, Nieuwland et Tienhoven pour former la nouvelle commune de Zederik.

## Personnalités liées à la ville
- Marie-Mae van Zuilen, actrice, y est née.